# Javier Méndez (Fußballspieler, 1949)
Javier Jesús Méndez Henríquez (* 6. Juni 1949 in Valparaíso) ist ein ehemaliger chilenischer Fußballspieler. Der Mittelfeldspieler absolvierte vier Länderspiele für Chiles Nationalmannschaft, in denen er ein Tor erzielte.

## Karriere

### Verein
Javier Méndez begann seine Karriere 1969 bei Unión Española. Danach wechselte er über Naval de Talcahuano und Coquimbo Unido zu Deportes Aviación in die Segunda División. Mit dem Klub stieg der Mittelfeldspieler in seiner ersten Saison in die Primera División auf. 1976 wechselte Méndez zum CD Huachipato. 1978 ging der Chilene nach Österreich zum Zweitligisten Wolfsberger AC, bei dem er 1984 seine aktive Fußballkarriere beendete.

### Nationalmannschaft
Javier Méndez debütierte im November 1974 für Chile unter Pedro Morales bei der Copa Carlos Dittborn gegen Argentinien. Im Rückspiel schoss er beim 1:1-Unentschieden sein einziges Länderspieltor. Der Mittelfeldspieler wurde für die Copa América 1975 nominiert und absolvierte bei der 1:2-Niederlage in der Gruppenphase gegen Bolivien sein letztes Länderspiel. Chile schied hinter Gruppensieger Peru als Zweiter der Dreiergruppe aus.

## Sonstiges
Sein älterer Bruder Eugenio Méndez war ebenfalls Profifußballspieler und spielte in der Nationalmannschaft.